# Ken Follett
Ken Follett, CBE, britanski pisatelj trilerjev in zgodovinskih ZF knjig, * 5. junij 1949.
Je pisatelj številnih dobro prodajanih knjig. 